# Alexandra Wassiljewna Schtschekotichina-Potozkaja
Alexandra Wassiljewna Schtschekotichina-Potozkaja geborene Alexandra Schtschekotichina, (russisch Александра Васильевна Щекотихина–Потоцкая урождённая Щекотихина; * 20. Maijul. / 1. Juni 1892greg. in Alexandrowsk; † 23. Oktober 1967 in Leningrad) war eine russisch-sowjetische Malerin, Illustratorin und Grafikerin.

## Leben
Alexandra Schtschekotichina studierte 1908–1915 an der Zeichenschule der Kaiserlichen Gesellschaft zur Förderung der Schönen Künste in St. Petersburg bei Iwan Bilibin, Jan Ciągliński, Wladimir Schtschuko und Nicholas Roerich (1913–1915). Es folgte ein Studium an der Académie Ranson  in Paris bei Félix Vallotton und Maurice Denis. Sie heiratete den Juristen Nikolai Felippowitsch Potozki (1881–1920), mit dem sie ihren Sohn Mstislaw (1916–1998) bekam.
1918 wurde Schtschekotichina in der Porzellanmanufaktur Petrograd angestellt und fertigte Musterzeichnungen an. Später entwarf sie auch Skulpturen. Sie schuf Ölgemälde und Aquarelle und wurde sehr bekannt. Auch entwarf sie Theaterkostüme und arbeitete für Modezeitschriften.
Nach dem Tode ihres Mannes 1920 nahm Schtschekotichina Bilibins Einladung an, zu ihm nach Ägypten zu kommen. Als sie zur Berliner Porzellanmanufaktur abgeordnet wurde, um die dortige Produktion kennenzulernen, reiste sie 1923 mit ihrem Sohn nach Kairo und heiratete ihren früheren Lehrer Iwan Bilibin. Sie schuf eine Reihe von Servicen mit orientalischen Themen (Perser, Araber, Die alten Ägypter). Im Sommer 1924 besuchten sie Syrien und Palästina und im März 1925 den Luxor-Tempel und Oberägypten. Sie fertigte Ölskizzen und Aquarelle an.
Im August 1925 ließ sich die Familie in Paris nieder. 1926 fand für Schtschekotichina in Paris eine Einzelausstellung in der Galerie Druet statt, die viele Gemälden, Aquarelle und Porzellan zeigte mit einem einführenden Artikel von Maurice Denis im Katalog. Sie malte Landschaften und Porträts, und sie illustrierte Bücher, so Gogols Taras Bulba (1927) und Collodis Pinocchio (1933). Sie beteiligte sich an Ausstellungen russischer Künstler in Paris, Birmingham (1927), Brüssel (1928), Belgrad (1930) und Prag (1935) sowie an internationalen Ausstellungen in Paris (1925), bei der sie die Goldmedaille für Porzellan erhielt, und in Monza (1927). Sie war Mitglied der Gesellschaft Die Welt der Kunst und der Sektion der Künstler in der Union der russischen Kunstschaffenden.
1936 kehrte Schtschekotichina mit ihrem Mann nach Leningrad zurück, wo sie ihre Arbeit in der Porzellanmanufaktur fortsetzte. Ihr Mann starb 1942 während der Leningrader Blockade. Während des Krieges standen in der Porzellanmanufaktur altrussische vaterländische Themen im Vordergrund. 1953 setzte sie sich zur Ruhe. 1955 führte sie eine Einzelausstellung in Leningrad durch.
Gedenkausstellungen für Schtschekotichina fanden in Leningrad 1977, 1978–1980 und 1994–1995 statt.
2009 wurde Schtschekotichinas Werk mit einem großen Teil ihres grafischen Werkes und ihrer Porzellanarbeiten in einer großen Einzelausstellung im St. Petersburger Russischen Museum vorgestellt.

## Ehrung
- Ehrenzeichen der Sowjetunion